# Nick Nieland
Nick Nieland (eigentlich Nicholas Peter Russell Nieland; * 31. Januar 1972 in Truro) ist ein ehemaliger britischer Speerwerfer.
Seine größten Erfolge hatte er bei den Commonwealth Games: Für England startend gewann er 2002 in Manchester Bronze und 2006 in Melbourne Gold.
Dreimal startete er bei den Olympischen Spielen (1996 in Atlanta, 2000 in Sydney und 2004 in Athen) und viermal bei den Leichtathletik-Weltmeisterschaften (1997 in Athen, 1999 in Sevilla, 2001 in Edmonton und 2005 in Helsinki), kam jedoch nie über die Qualifikation hinaus. Bei den Leichtathletik-Europameisterschaften 2006 in Göteborg wurde er Elfter.
1996, 2005 und 2006 wurde er Englischer Meister, 2007 Britischer Meister. Seine Bestweite von 85,09 m stellte er am 13. August 2000 in Birmingham auf.